# WZ141空降战车
WZ141空降战车是冷战期间中华人民共和国为应对来自北方边境装甲集群威胁于1976年研制的一款空降反坦克歼击车，使用2门105毫米无坐力炮外置在炮塔右侧，每门火炮的上方各安装了1具“红箭”73反坦克导弹发射架，火炮和导弹的仰角为+12度，俯角为-5度，辅助武器为1挺7.62毫米轻机枪（枪弹3000发），曾制造出两辆原型车用于部队实验，由于国家科研经费有限，1979年8月13日决定，装甲空降战车（WZ141超轻型反坦克战车）不列入国家“六五”装备科研项目，最终终止研制，但为中国空降戰車研发积累了经验。

## 外部連結
- 中国超轻型反坦克战车
- 中国空降战车研制秘闻：1980年研制出样车  （页面存档备份，存于）